# سيف الدين الجزيري
سيف الدين الجزيري (مواليد 12 فبراير 1993)، وهو لاعب كرة قدم تونسي يلعب لصالح نادي الزمالك و‌منتخب تونس لكرة القدم في مركز الهجوم.

## مسيرته الكروية

### المقاولون العرب

#### موسم 2019-2020
سجل الجزيري 11 هدفا مع المقاولون وصنع 7 أخرى.

#### موسم 2020-2019
شارك الجزيري في في 9 مباريات، سجل خلالها 4 أهداف، منها هدف في شباك النادي الأهلي، كما صنع هدفا آخر.

### الزمالك

#### موسم 2020-21
في 30 يناير 2021، وقع الجزيري عقود إنتقاله للزمالك لمدة 4 سنوات ونصف السنة.
في 7 فبراير 2021، تحصل الجزيري علي ركلة جزاء لصالح الزمالك في الدقيقة 58 من اللقاء بعد عرقلتة من قبل اللاعب داميان لوي داخل منطقة الجزاء، ليصوبها زيزو بنجاح في أقصى الزاوية اليسرى للمرمى معلنًا عن تقدم الزمالك في المباراة التي فاز بها الزمالك 2-0 علي الإتحاد السكندري ضمن مواجهات الجولة 12 من الدوري المصري.
في 17 يونيو 2021، سجل سيف الجزيري الهدف الثالث لنادي الزمالك أمام أسوان في الدقيقة 88 من عمر المباراة التي إنتهت بنتيجة 3-0 لصالح الزمالك على استاد القاهرة الدولي، ضمن منافسات الجولة السادسة والعشرون من مسابقة الدورى الممتاز.
في 7 أغسطس 2021، سجل سيف الدين الجزيري الهدف الثاني في شباك غزل المحلة في اللقاء الذي إنتهي بفوز الزمالك 3-0 في الجولة الثامنة والعشرين من مسابقة الدوري المصري الممتاز.
في 14 أغسطس 2021، سجل سيف الدين الجزيري الهدف الثاني في شباك الإسماعيلي في الدقيقة 60 من عمر اللقاء الذي إنتهي بفوز الزمالك 2-0 علي ستاد الإسماعيلية في الجولة الثلاثين ضمن منافسات الدوري المصري الممتاز.

#### موسم 2021-22
في 28 أبريل 2022، سجّل سيف الدين الجزيري، هدف الفوز لفريقه بمرمى المصرى في الدقيقة 76 في المباراة التي جمعت الزمالك مع المصري على استاد برج العرب بالإسكندرية، ضمن مباريات الجولة الـ16 من عمر بطولة الدورى المصرى الممتاز.
في 24 يوليه 2022، سجّل سيف الدين الجزيرى، الهدف الثانى لفريقه في شباك سموحة بالدقيقة 47 من عمر المباراة التي أقيمت بين الفريقين على استاد القاهرة الدولى، ضمن منافسات في الجولة السادسة والعشرين لمسابقة الدوري المصري الممتاز.
في 01 أغسطس 2022، سجّل سيف الدين الجزيرى، الهدف الثاني لفريقه في شباك بيراميدز بالدقيقة 24 من عمر المباراة التي أقيمت بينهما على استاد القاهرة الدولى ضمن منافسات الجولة 29 من عمر مسابقة الدورى المصرى الممتاز.

#### موسم 2022-23
في 7 مارس 2023، سجّل سيف الدين الجزيرى، هدفاً لفريقه بمرمي الترجي التونسي في الدقيقة 91 في المباراة التي جمعت الزمالك مع الترجي على استاد برج العرب بالإسكندرية، ضمن مباريات دور المجموعات من بطولة دوري أبطال أفريقيا 2022-23.
في 4 يوليو 2023، سجّل سيف الدين الجزيرى، هدفين لفريقة الزمالك في شباك المقاولون العرب في نصف نهائي كأس مصر لموسم 2022-2023 ، في المباراة التي جمعتهما في استاد القاهرة وإنتهت بنتيجة 6-1 لصالح نادي الزمالك.

## مسيرته الدولية

### منتخب تونس لكرة القدم
في 28 مارس 2021، ساهم الجزيري في فوز بلاده على غينيا الإستوائية بتسجيله هدف في الدقيقة الرابعة بينية رائعة من وسط الملعب عن طريق فرجاني ساسي إلى سيف الجزيري الذي انفرد بالمرمى وسجل الكرة بين قدمي الحارس.
في 07 أكتوبر 2021، سجل الجزيري هدف تونس الثالث في الدقيقة الـ84 بعد عرضية من علي معلول، قابلها سيف الجزيري بلمسة في القائم الأيمن، لترتد الكرة إلى الجزيري الذي استلم ثم أودعها المرمى بنجاح وذلك في فوز تونس على موريتانيا بثلاثة أهداف مقابل لا شيء، ضمن مباريات الجولة الثالثة لدور المجموعات من تصفيات كأس العالم 2022.

#### كأس العرب 2021
في 30 نوفمبر 2021، في الدقيقة 39، سجل سيف الدين الجزيري هدفاً لمنتخب تونس في مرمي موريتانيا. وفي الدقيقة الثانية من الوقت الضائع، عزز سيف الدين الجزيري فوز تونس، بهدف ثالث رائع بالكعب في المباراة التي إنتهت بفوز تونس 3-1 علي موريتانيا.
في 06 ديسمبر 2021، سجل سيف الجزيري هدف منتخب تونس الأول ضد الإمارات في المواجهة التي إحتضنها ملعب الثمامة، وإنتهت بفوز تونس 1-0 علي الإمارات ضمن مباريات الجولة الثالثة والأخيرة من دور المجموعات لبطولة كأس العرب 2021.
في 10 ديسمبر 2021، سجل سيف الدين الجزيري هدفاً في الدقيقة 17 من عمر الشوط الأول، تقدم به منتخب تونس على نظيره عمان، في المباراة التي أقيمت ضمن منافسات دور ربع النهائي ببطولة كأس العرب 2021.

#### كأس الأمم الأفريقية 2021
في 16 يناير 2022، سجل سيف الدين الجزيرى مهاجم الزمالك الهدف الرابع لتونس في مرمي موريتانيا في الدقيقة 66، في الجولة الثانية من دور المجموعات لبطولة كأس أمم أفريقيا 2021 والتي إستضافتها دولة الكاميرون.

## إسلوبه في اللعب
الجزيرى بإمكانه اللعب على الأطراف وكرأس حربة وهمي، ويرتد أيضاً لمساندة الدفاع، وهو لاعب سريع وعالٍ بدنياً، ويمكنه تخطى المدافعين بسرعته.

## الإنجازات

### النادي الإفريقي
- الرابطة التونسية المحترفة الأولى (1) : 2014–15

### الزمالك
- الدوري المصر الممتاز (2): 2020–21 , 2022
- كأس مصر (2): 2020–21 , 2025
- كأس الكونفدرالية الإفريقية (1): 2024
- كأس السوبر الإفريقي (1): 2024

### ألقاب فردية
- هداف كأس مصر (1): 2022-23 (4 أهداف)